# Louis Rousselet

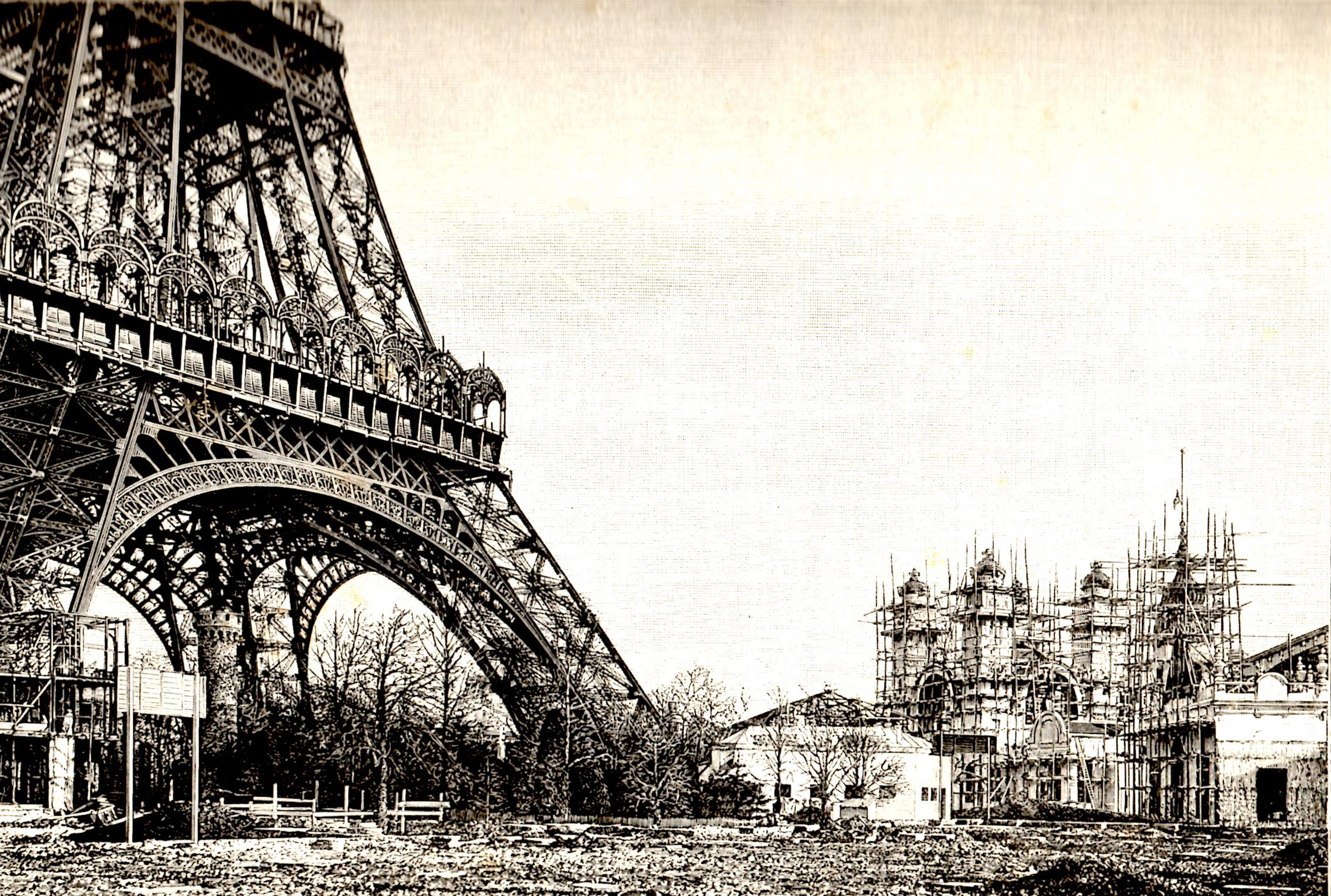
Stavba Eiffelovy věže, rytina

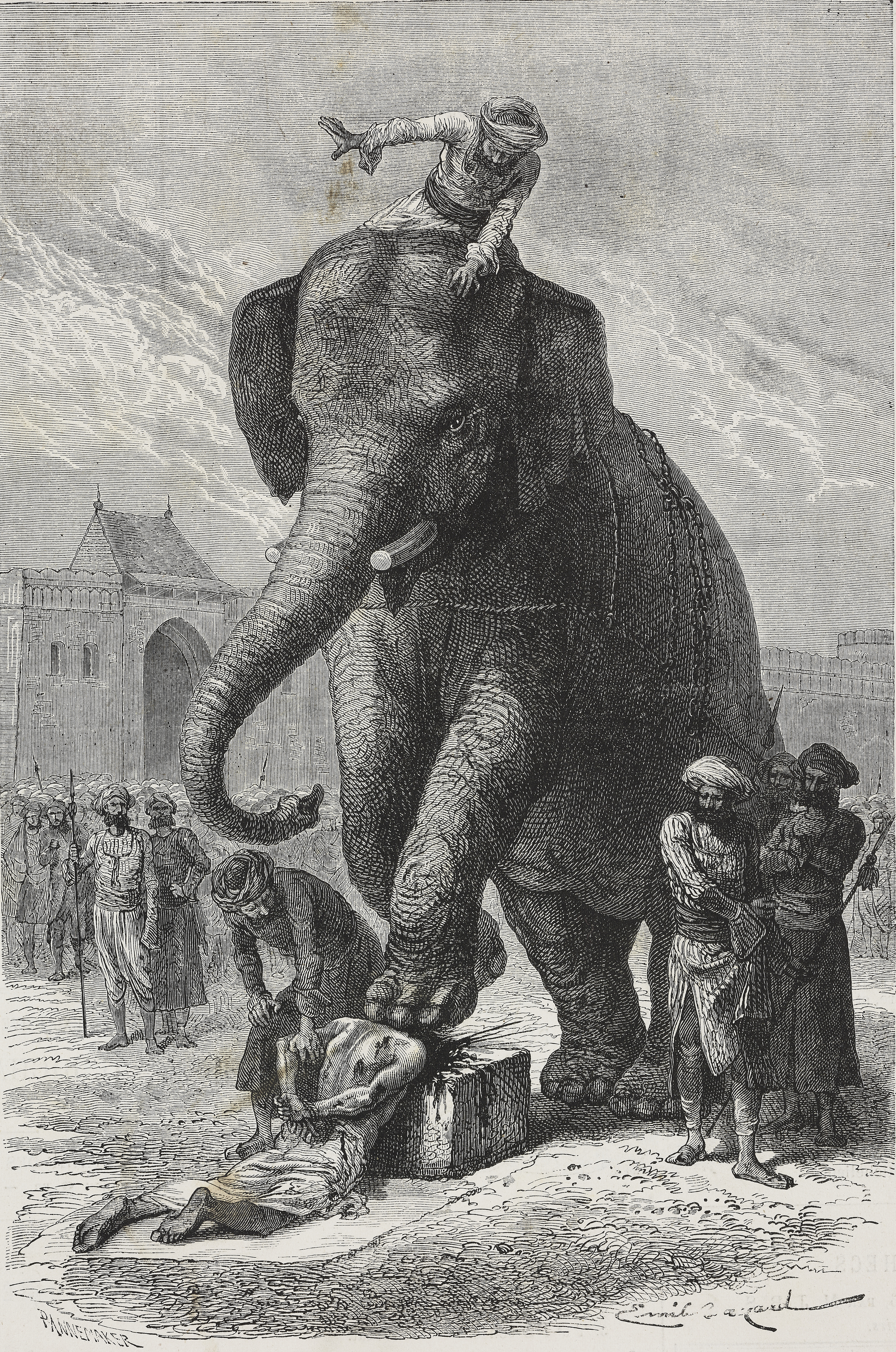
Drcení slonem, exekuce zobrazená v Rousseletově díle Le Tour du Monde, 1868

Louis-Théophile Marie Rousselet (1845–1929) byl francouzský spisovatel, fotograf, průkopník temné komory a cestovatel. Prováděl etnologické a archeologické výzkumy v Indii a Himálaji, byl tajemníkem antropologické společnosti v Paříži. Jeho dílo má z historického hlediska vysokou hodnotu.

## Život a dílo
Od roku 1864 do roku 1870 pobýval v Indii. Hodně času strávil v centrální Indii (Alwar, Baroda, Bhopal, Gwalior, Udaipur) a v Rajasthanu. Jeho sbírka fotografií a cestovní kniha L'Inde des Rajahs: Voyage Dans l'Inde Centrale (1875) dokumentovala celý průběh cesty. Další fotografie obsahovaly témata památek a chrámů.

## Díla
- L'Inde des Rajas (1875)
- Nouveau dictionnaire de géographie universelle, spolupráce s geografem Louisem Vivienem de Saint-Martinem
- Au vieux pays de France (1906)

## Sbírky
Jeho díla jsou součástí následujících sbírek:
- Musée Goupil, Bordeaux

## Výstavy
Jeho díla byla součástí následujících výstav:
- 1996, Musée des beaux-arts et d'archéologie, Libourne
- 1992, Musée d'Aquitaine

## Galerie

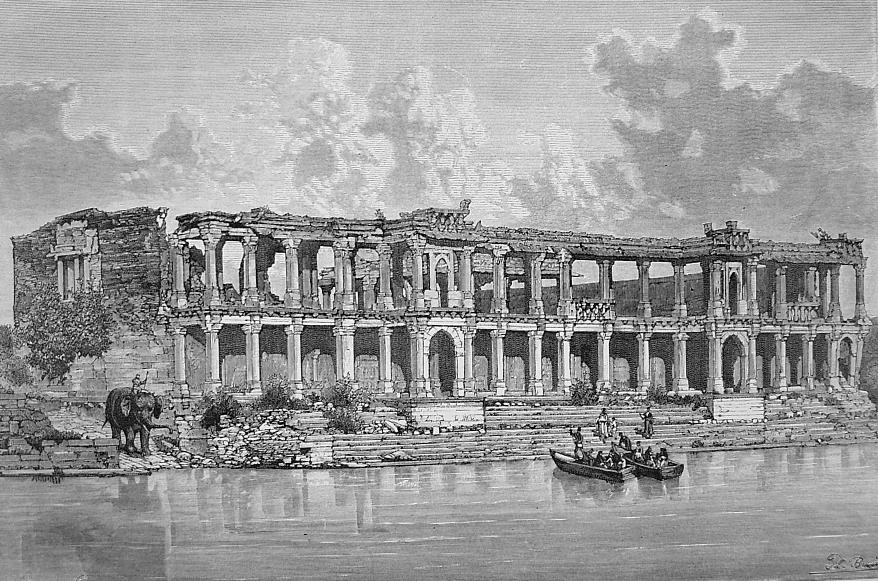
Královnina hrobka (asi 1400), Sarkhej, Ahmedabad, z 'India and its Native Princes', rytina, 1878
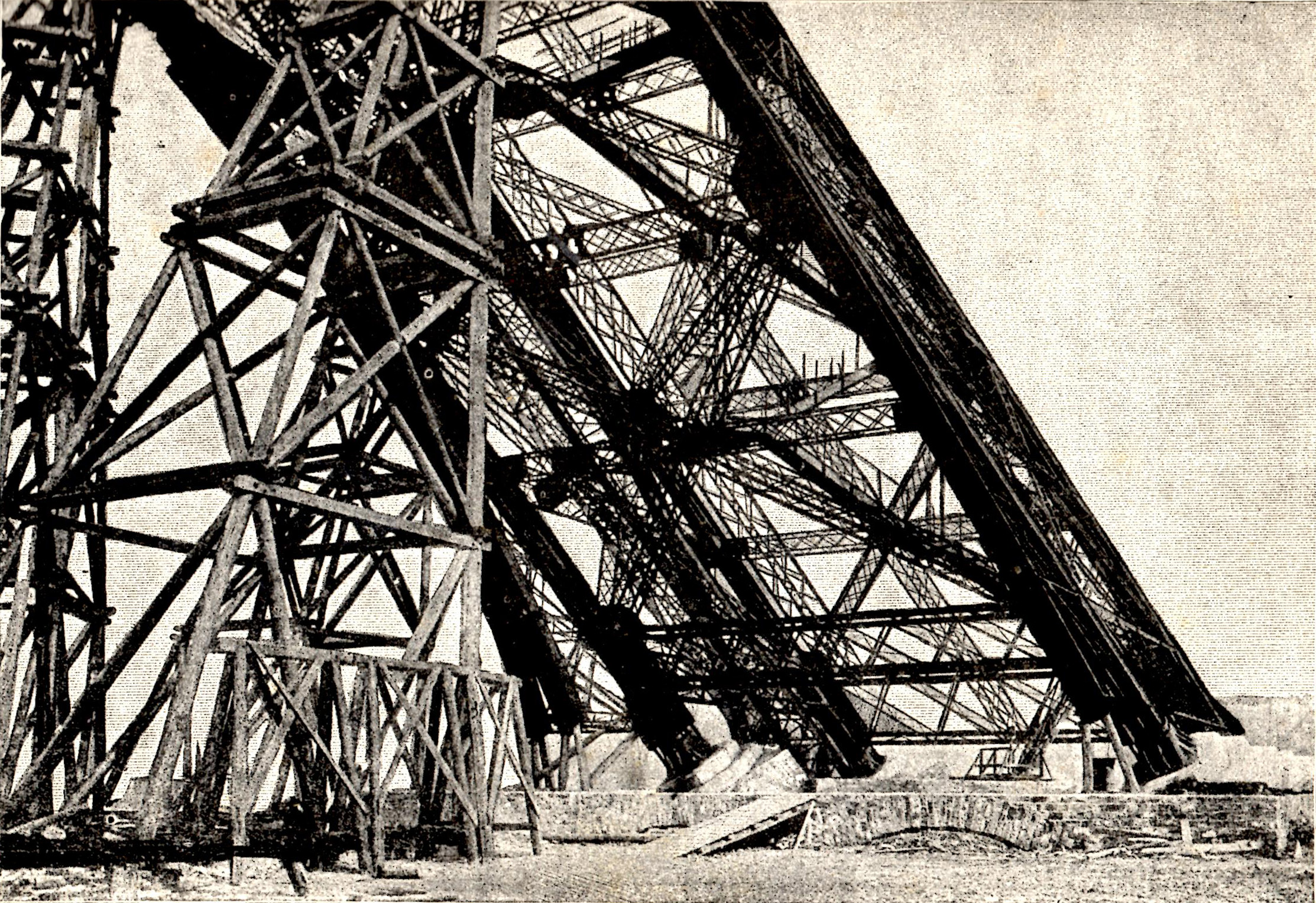
Stavba Eiffelovy věže, rytina, 1889
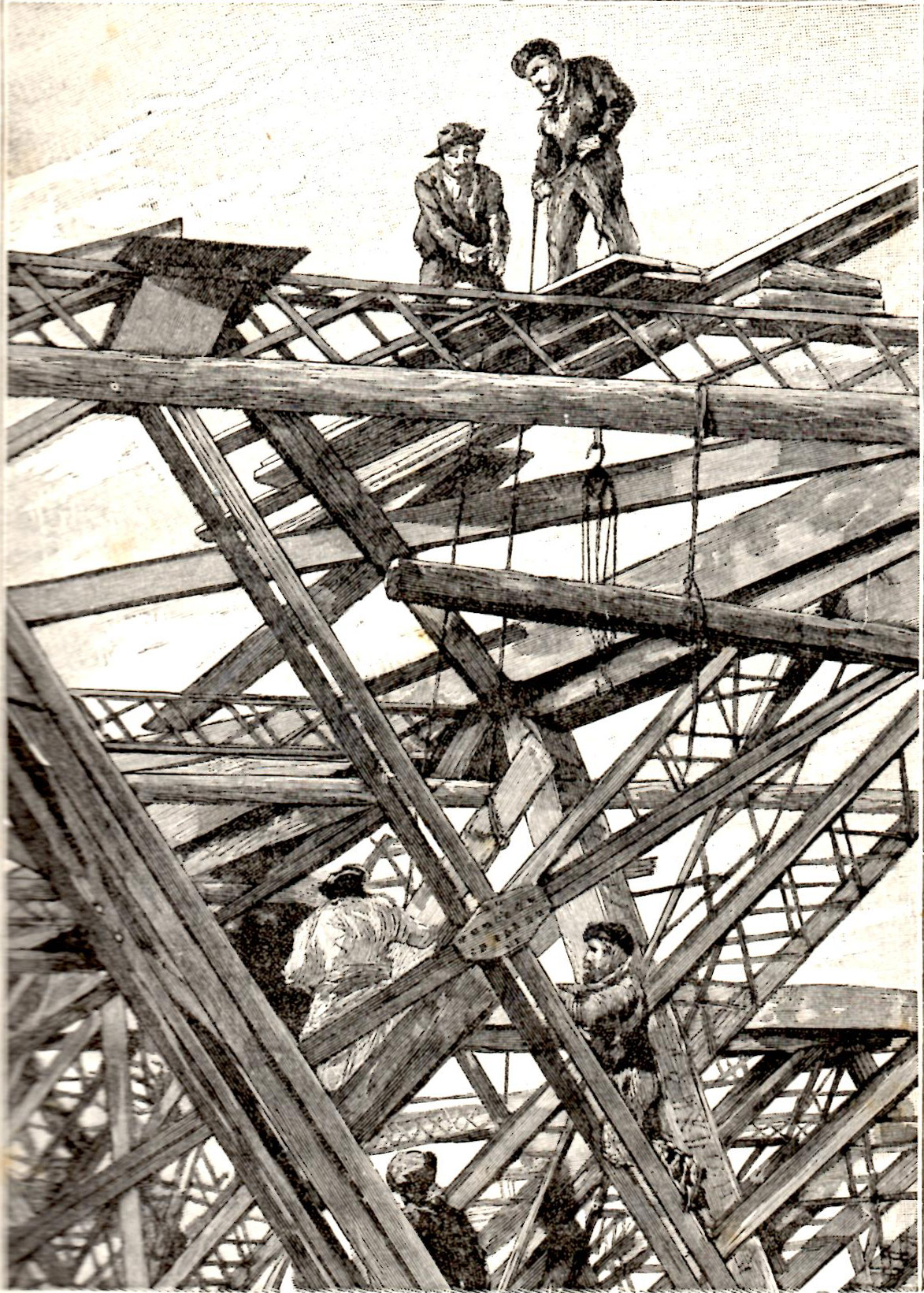
Stavba Eiffelovy věže, rytina, 1889
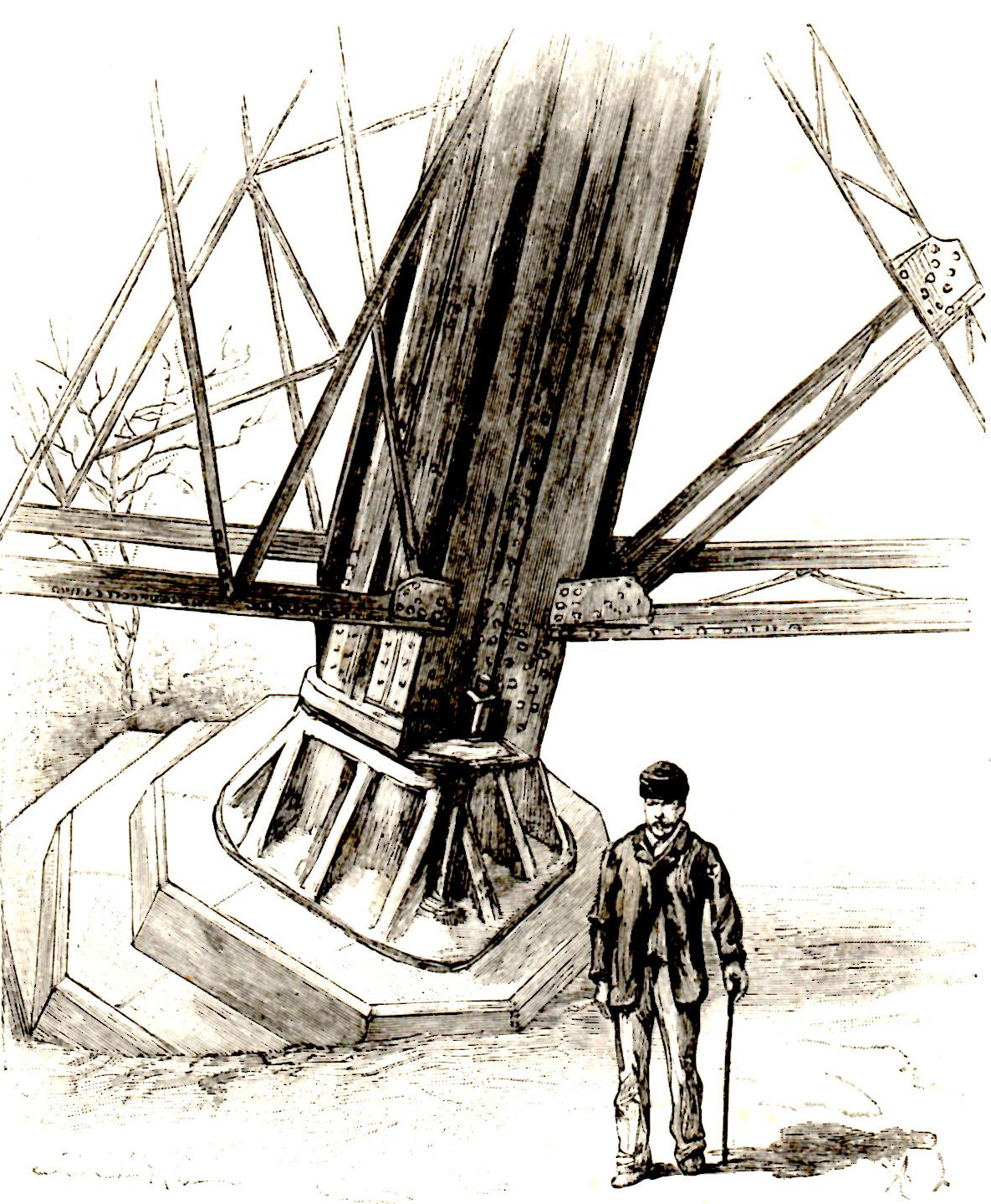
Stavba Eiffelovy věže, rytina, 1889
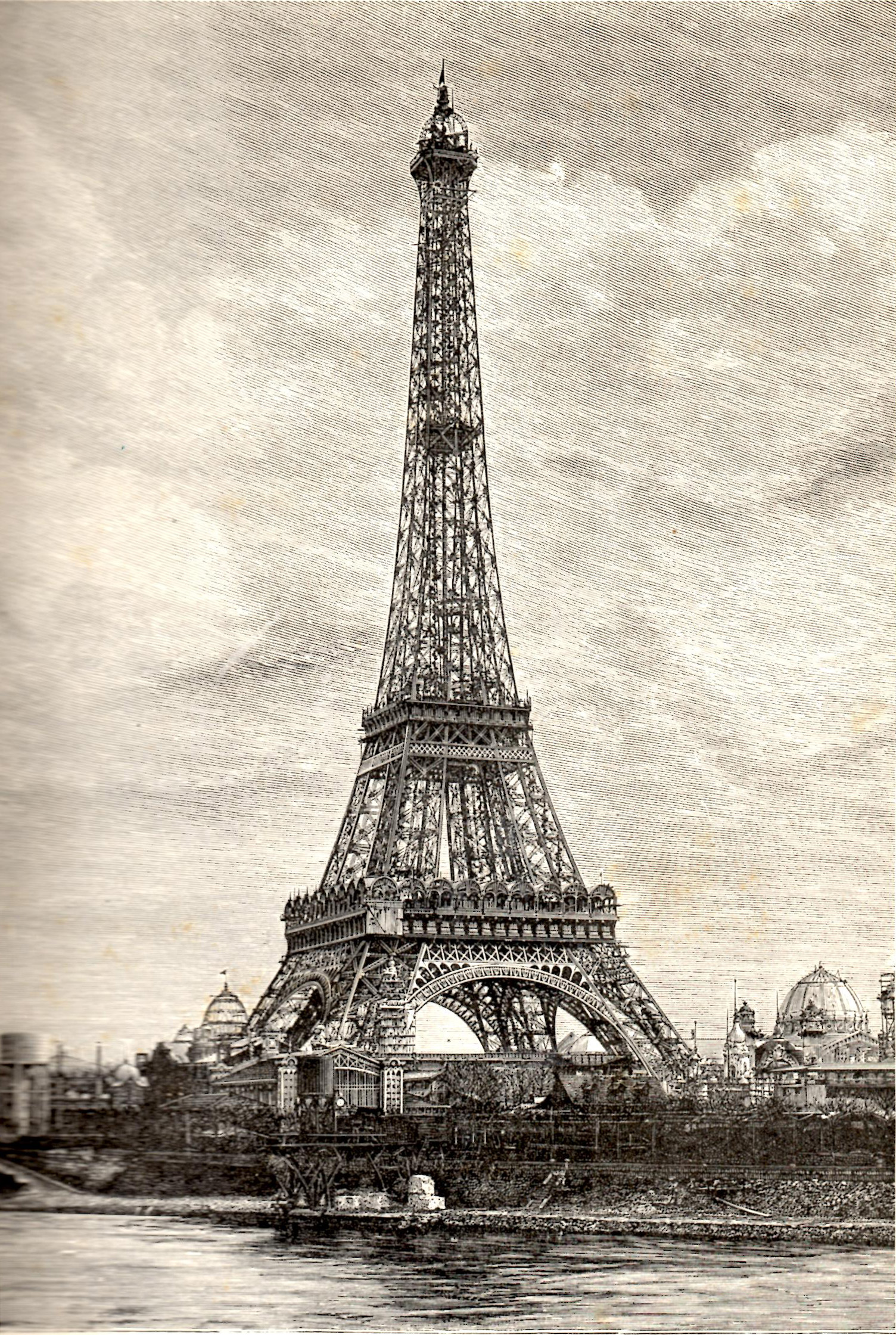
Stavba Eiffelovy věže, rytina, 1889
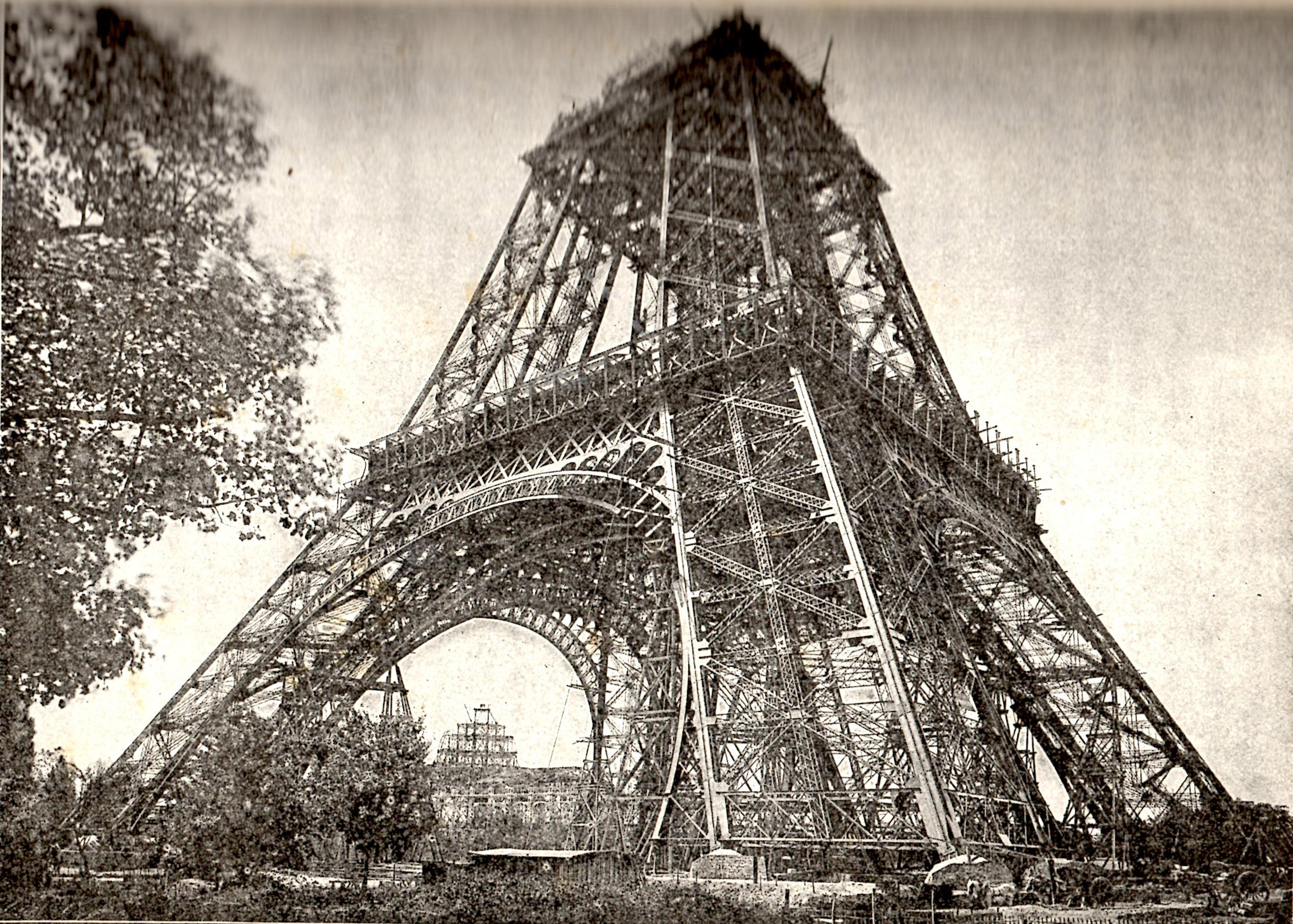
Stavba Eiffelovy věže, rytina ?, 1889
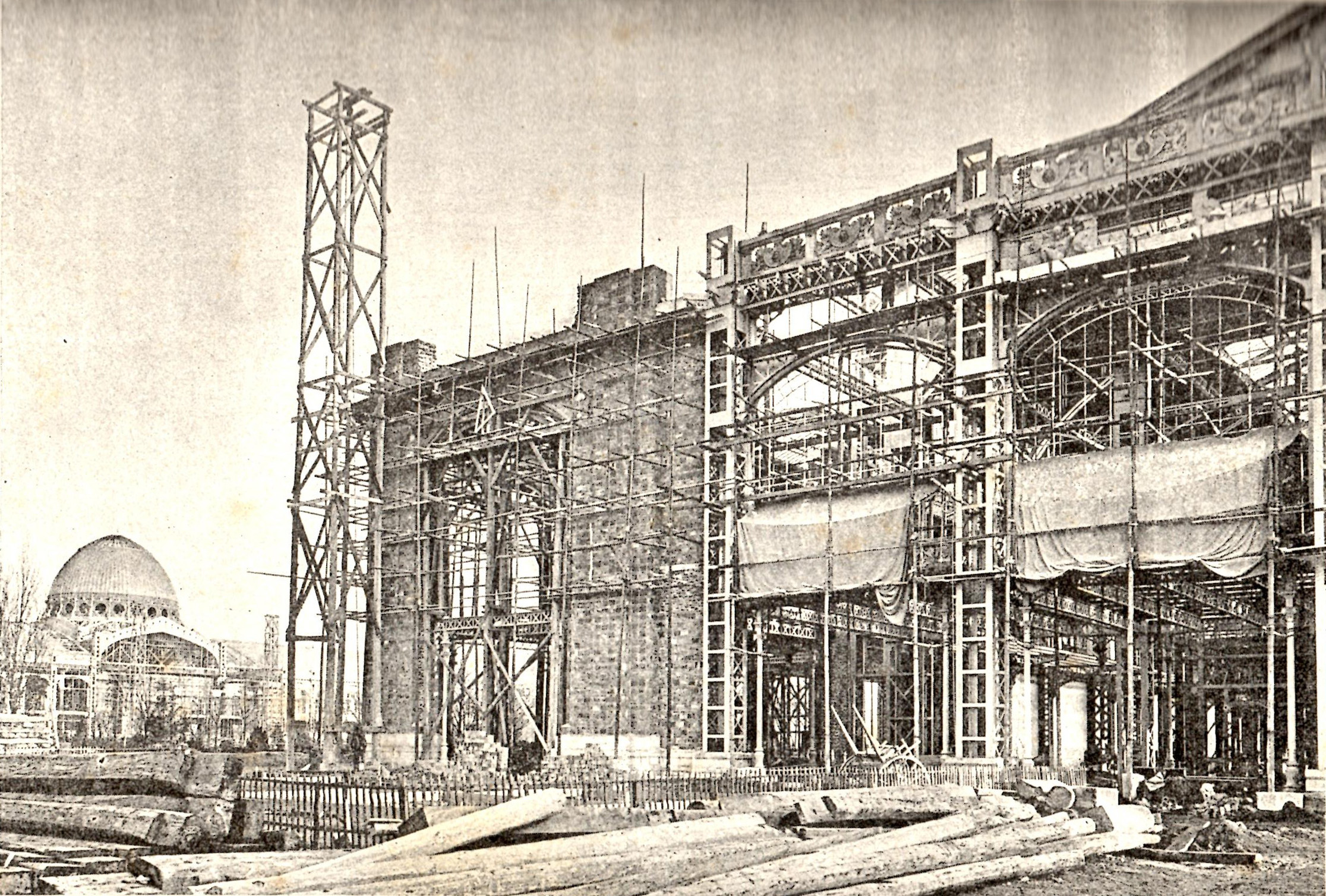
Palais des Beaux-Arts et des Arts libéraux
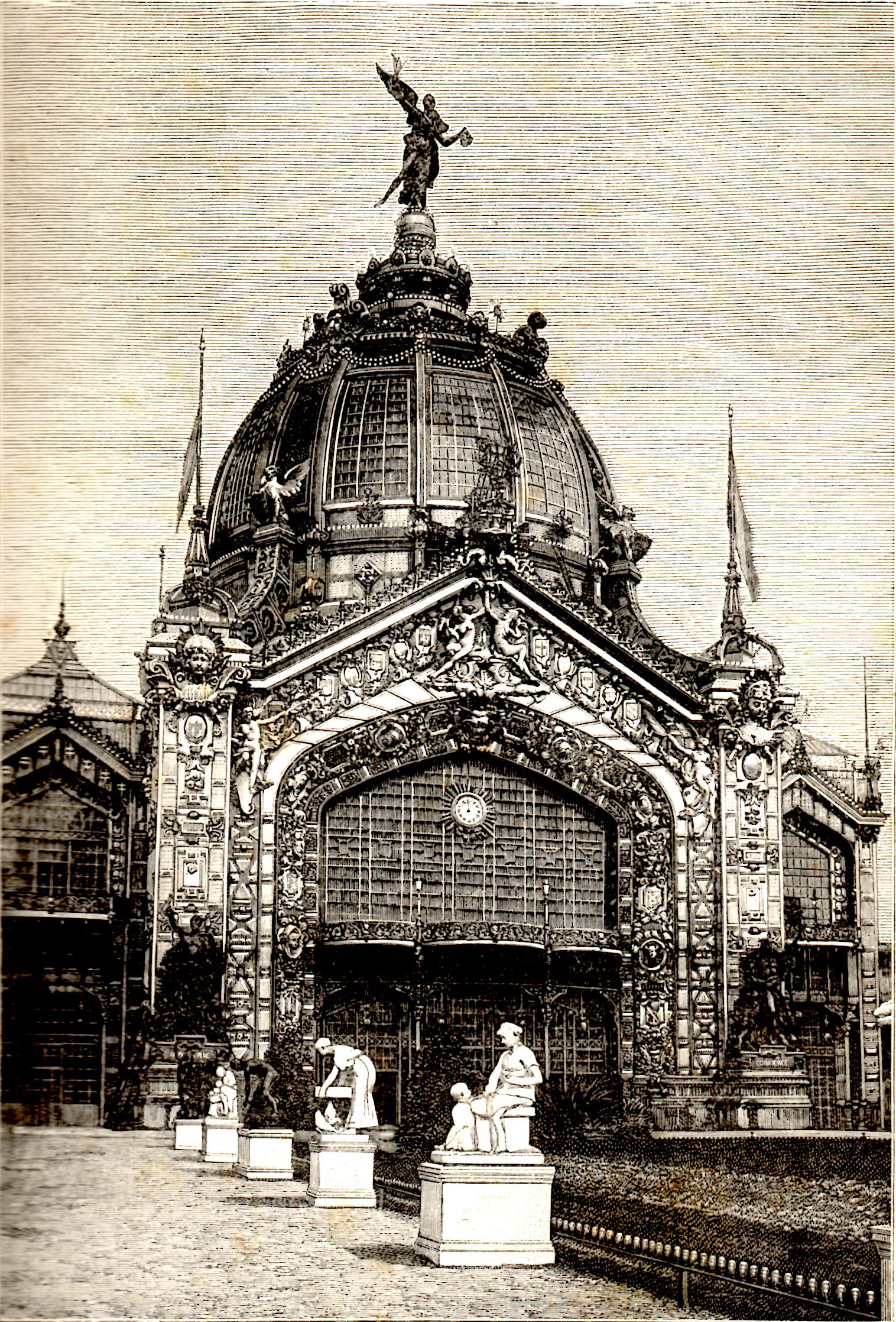
Dôme Central, Palais de l'Industrie
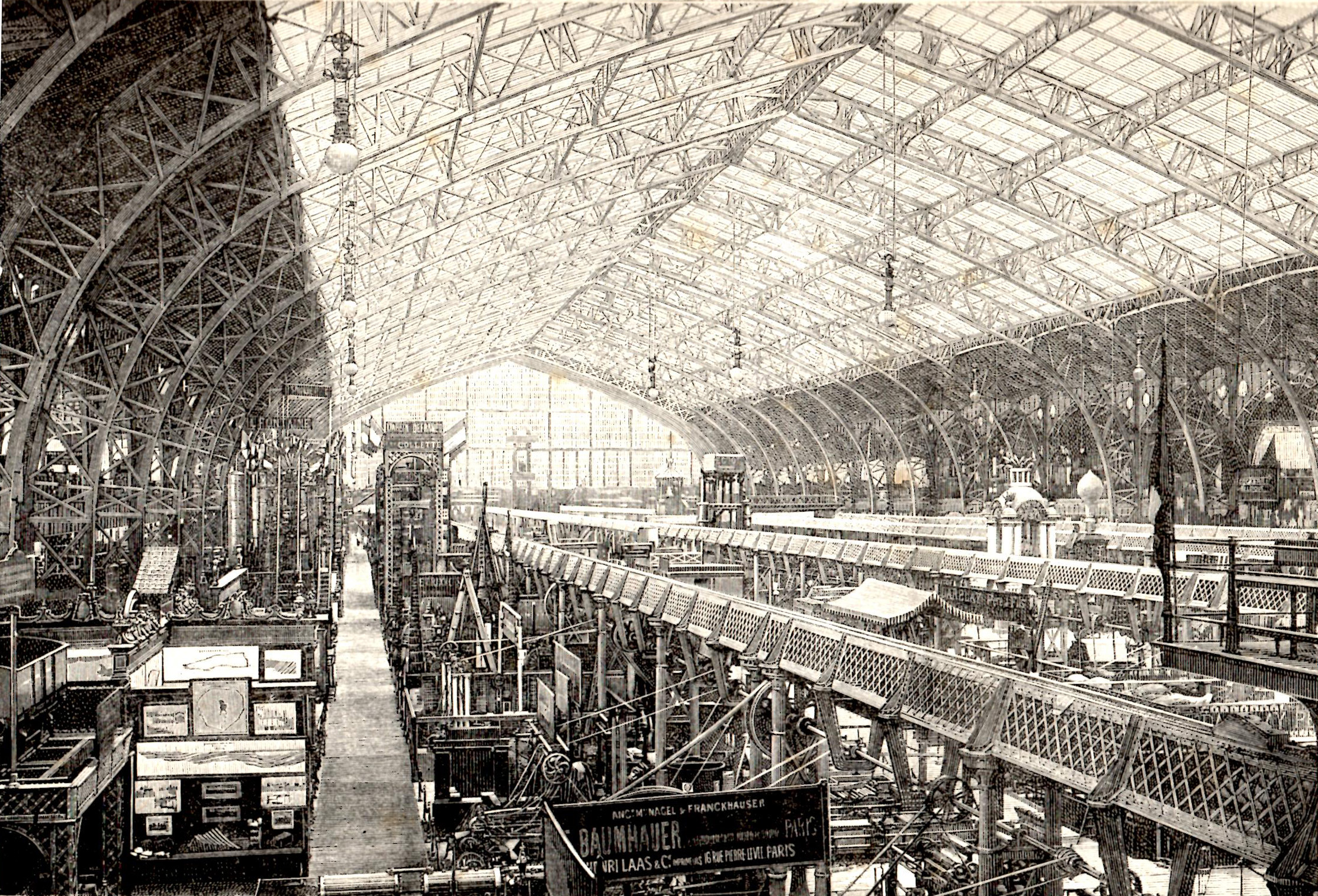
Galerie des Machines
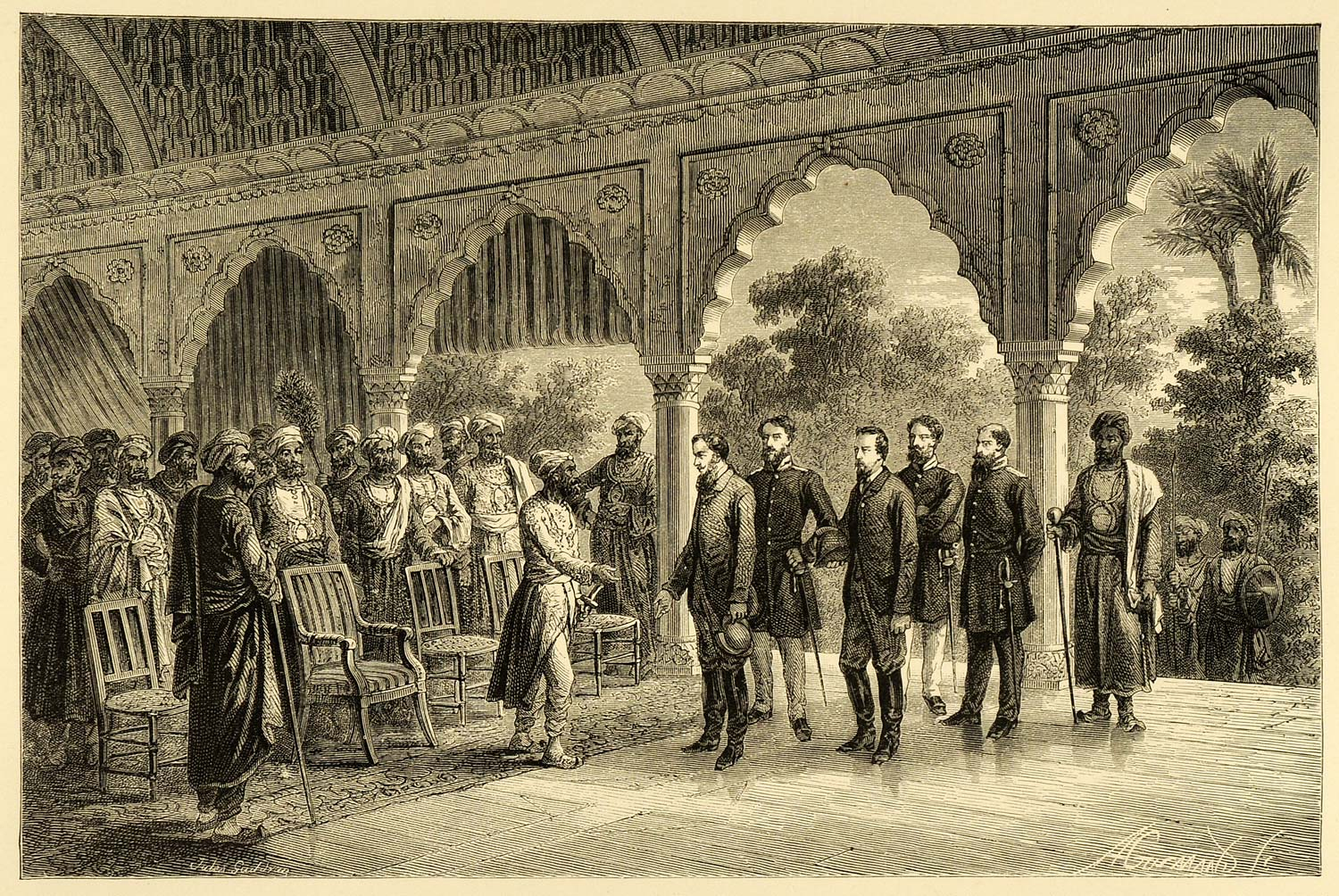
Rozhovor, rytina, 1878